# Oxysternon festivum
Oxysternon festivum är en skalbaggsart som beskrevs av Carl von Linné 1767. Oxysternon festivum ingår i släktet Oxysternon och familjen bladhorningar. Utöver nominatformen finns också underarten O. f. nigerrimum.